# Гуго I (граф Шампані)
Гуго I (фр. Hugues I; бл. 1069/1074 —14 червня 1126) — граф Шампанський (1093—1125).

## Біографія
Син Тібо III, графа Блуа, та Аделаїди де Валуа. Народився між 1069 та 1074 роками. 1089 року, після смерті батька, під час розподілу його володінь, Гуго отримав графство Бар-сюр-Об. 1093 року після смерті бездітного старшого брата, Еда V, успадкував і його володіння — графства Труа і Мо. Об'єднані графства отримали назву Шампань. Вперше з титулом графа Шампані Гуго згаданий в 1094 році. Його столицею стало місто Труа. 
На відміну від зведеного брата Етьєна II, графа де Блуа, Гуго I не брав участі в Першому хрестовому поході. Проте в 1104 році  він вирушив у Єрусалимське королівство, повернувшись додому  в 1107 році.
У серпні 1114 року Гуго удруге вирушив до Єрусалима в супроводі Гуго де Пейна, що пізніше став засновником ордена тамплієрів в Єрусалимі. Після повернення 1116 року Гуго I подарував бенедиктинському  Клервоському абатству, заснованому 1115 року, великі володіння.
У 1124 році відбив напад на свої володіння з боку імператора Генріха V за підтримки Генріха I, короля Англії та герцога Нормандії. Гуго I зумів завадити планам імператора встановити зверхність над Шампанню.
У 1125 році Гуго I зрікся від титулу і вирушив до Єрусалима, де вступив до ордену тамплієрів. Попри те, що його друга дружина народила сина Еда, він відмовився визнати себе його батьком, звинувативши дружину в подружній зраді та заявивши, що він не здатний мати дітей. Свої землі Гуго заповідав небожу, Тібо IV, графу Блуа, який знову об'єднав всі володіння роду.
Гуго I помер 14 червня 1126 в Палестині.

## Родина
1. Дружина — Констанція, донька Філіппа I, короля Франції і Берти Голландської
Діти:
- Манасія, померла дитиною

1110 року оженився з донькою графа Бургундського.
2. Дружина — Ізабела де Макон, донька Стефана I Гладкого, графа Бургундії
Діти:
- Ед (1123-після 1187)